# CD161
 (juin 2015).
Si vous disposez d'ouvrages ou d'articles de référence ou si vous connaissez des sites web de qualité traitant du thème abordé ici, merci de compléter l'article en donnant les références utiles à sa vérifiabilité et en les liant à la section « Notes et références ».
NKR-P1, aussi nommé CD 161, est un récepteur membranaire de 44 kDa dont le gène codant est situé sur le chromosome 12. Il serait principalement retrouvé sur des lymphocytes T ainsi que certains types de lymphocytes NK (notamment immatures). La famille moléculaire de cette protéine est la lectine de type C. Le CD 161 est connu pour ses fonctions de régulations (négatives ou positives, selon le type cellulaire qui l'exprime) de l'activité et la cytotoxicité des cellules NK.
1. 1 2 3  GRCh38: Ensembl release 89: ENSG00000111796 - Ensembl, May 2017
2. 1 2 3  GRCm38: Ensembl release 89: ENSMUSG00000030361 - Ensembl, May 2017
3. ↑  « Publications PubMed pour l'Homme », sur National Center for Biotechnology Information, U.S. National Library of Medicine
4. ↑  « Publications PubMed pour la Souris », sur National Center for Biotechnology Information, U.S. National Library of Medicine